# Roosevelt Island
Roosevelt Island, conhecida como Welfare Island de 1921 até 1973, e antes como Blackwell's Island, é uma estreita ilha no East River, em Nova Iorque. Localiza-se entre a ilha de Manhattan e o borough de Queens, ao leste. Decorrendo entre as ruas East 46th e East 85th de Manhattan, tem 3 quilômetros de comprimento, com largura máxima de 240 metros e com uma área total de 0.59 km². A ilha faz parte da borough de Manhattan e do Condado de Nova Iorque.  
Em 1686, Robert Blackwell adquiriu esta ilha aos nativos norte-americanos e a designou com o seu próprio nome. Só em 1828, a cidade de Nova Iorque a adquiriu por 32.000 (trinta e dois mil) dólares, destinando-a para construção de uma prisão e asilos. Duas décadas depois, a jornalista Elizabeth Cochran (popularmente conhecida como "Nellie Bly") veio a expor as condições precárias dos residentes na ilha e essas instituições foram desativadas. A ilha permaneceu praticamente deserta e desabitada até a década de 1970, quando foi iniciado um novo plano de habitação.